# Estádio Municipal Izidoro Ferreira de Alencar
Estádio Municipal Izidoro Ferreira de Alencar – stadion piłkarski, w Umarí, Ceará, Brazylia.